# Marion Harland
Mary Virginia Terhune, nom de soltera Mary Virginia Hawes i coneguda pel nom de ploma Marion Harland (Virgínia, 21 de desembre de 1830 – Nova York, 3 de juny de 1922) fou una escriptora estatunidenca. Als catorze anys ja publicà els seus primers escrits i a partir de llavors començà una labor literària que hauria de durar quasi per espai de tres quarts de segle. El 1856 casà amb el ministre protestant Edward Payson Terhune (mort el 1907), amb qui tingué tres fills, tots els quals també es dedicaren a la literatura i moriren abans que ella.
Dirigí diverses revistes i entre les nombroses obres hi ha: Alone: a tale of Southern life and manners (Richmond, 1854); The Hidden Path (Nova York, 1855); Mose-Side (Nova York, 1857); Miriam (Nova York, 1860); Husks (and) colonel Floyd's Wards (Nova York, 1863); Husbands and Homes (Nova York, 1865); Helen Gardner's Wedding-Day (Nova York, 1867); Ruby's Husband (Nova York, 1868); Phemie's temptation (Nova York, 1869); At last novel (Nova York, 1870); Jersamine (Nova York, 1870); Common Sense in the Household; Manual of practical housewifery (Nova York, 1871); The Empty Heart (Nova York, 1871); Breakfast Luncheon and Tea (1875); The Dinner Year-Book (Nova York, 1878); Our daughter and what shall we do do with them? (Nova York, 1880); Erve's daughters. Common sense for maids, wifes, etc., (Nova York, 1881); Handicaped; a collection of tales (Nova York, 1881); Judith: a chronich of old Virginia (Nova York, 1883); Cookery for beginners: a series of familiar lessons for youngs housekeepers (Boston, 1894); The Home kitchen, a collection of practical and inexpresive receips (1884); A Gallant Fight (Nova York, 1888); Story of Mary Washington (Boston, 1892); Doctor Dale: a story without a moral (Nova York, 1901); Harlaw of Sendle (Nova York, 1901), i Where Ghosts Walk (Nova York, 1910).